# Brixia chicapensis
Brixia chicapensis är en insektsart som beskrevs av Synave 1961. Brixia chicapensis ingår i släktet Brixia och familjen kilstritar. Inga underarter finns listade i Catalogue of Life.